# 譚金
譚金（？—466年），南北朝時期南朝宋將領，曾在薛安都麾下屢建功勳，後在宋前廢帝在位其間得其重用，任其爪牙。前廢帝死後，譚金因恐懼宋明帝而欲叛變，因而被誅殺。

## 生平
譚金是北方人，在北方與薛安都相識，後來譚金移居到新野，住在牛門村。蓋吳起義時，薛安都投奔南朝，譚金自此就常常在安都麾下征伐，不論在元嘉北伐時還是在響應討伐元凶劉劭時，皆衝鋒陷陣，展現的勇氣和力量都勝過他人，連同孝建元年（454年）討平臧質、劉義宣反叛的戰事，譚金都屢建功勳。後轉任建平王劉宏的中軍參軍事，加建武將軍。不久轉任龍驤將軍、南下邳太守。孝建三年（456年），入朝任屯騎校尉、直閤，領南清河太守。
景和元年（465年），宋前廢帝誅殺了劉義恭等圖謀廢立的顧命大臣，所仗的正是譚金等直閤將領支持，而前廢帝亦以平都縣男封賞他，食邑三百戶。不久轉驍騎將軍，增邑一百戶。宋前廢帝仗恃他們的幫助無所忌憚，故亦多賜他們美女和財寶，讓他們都對自己忠心不二。但同年年末，前廢帝為主衣壽寂之所殺，宋明帝即位後雖然表面上相當厚待他們，但他們一直都擔心明帝容不下他們，內心不安，而明帝亦不想他們留在禁中，遂曾向他們表示可以讓他們選一個郡作為「自養之地」，這更令他們恐懼，於是譚金與宗越及童太壹意圖反叛，並將計劃告訴給當日一樣受前廢帝重用的沈攸之，但沈攸之卻向明帝告發，明帝遂將他們收捕，在獄中處死。